# Ugo Mifsud Bonnici
Ugo Mifsud Bonniċi (8 de noviembre de 1932) es abogado y político, fue presidente de Malta entre el 1994 y el 1999.

## Biografía
Nació en Cospicua, hijo del profesor Carmelo Mifsud Bonnici y Maria Ross. Fue educado en el liceo y en la Universidad Real de Malta. Se graduó en Artes el 1952 y en Derecho el 1955. Es casado con Gemma Bianco y tiene tres hijos: Carmelo, Anton y Jeanne-Pia.
Ingresó en la política al contestar el resultado de las elecciones maltesas del 1966, en favor de su partido, o Nationalist Party. Fue elegido por el 2° distrito y reelegido en las elecciones subsecuentes. Por 15 años (1972-1987) fue el representante de su partido para los asuntos de educación.

## Miembro del Gabinete
El 1987 su partido ganó las elecciones al gobierno y Bonnici fue indicado Ministro de la Educación. En 1990 él acumuló también las funciones de Ministro del Interior, y en 1992 él se tornó Ministro de la Educación y de los Recursos Humanos.
Como miembro del Parlamento, Bonnici se interesó por la actualización de las leyes maltesas. Él fue miembro de diversos comités, incluso el que hizo el cambio de la constitución cuando Malta se tornó una república.

## Presidente
Ugo Misfud Bonnici fue escogido presidente del país y asumió el puesto el 4 de abril de 1994, cumpliendo los 5 años de mandato hasta el 4 de abril de 1999.
Además de político, él es también autor de diversos artículos en periódicos y de dos libros: Il-Linja t-Tajba - L-Aħjar Artikli ta' Dottor Ugo Mifsud Bonnici, y Biex il-Futur Reġa' Beda.